# 庫內奧
庫內奧（義大利語：Cuneo）是位於義大利西北部皮埃蒙特大區庫內奧省的一個市镇及该省首府。人口約有5.5萬人，建城于1198年。庫內奧是鐵道線路唐德線的起點。

## 歷史
庫內奧成立於1198年，當時已具獨立市地位。後來庫內奧被萨伏依公国兼併，成後者領土一部分。其後又曾多次落入法國手中。直到十九世紀中意大利統一，庫內奧成為意大利王國一部分。

## 地理
庫內奧位處意大利西北部，皮埃蒙特大區西南端，海拔有500米，屬山脈地區。河流斯圖拉-迪代蒙特河亦流經於此。

### 氣候
庫內奧整體上屬偏大陸性氣候，冬季較寒冷潮濕，而夏天則較乾燥。由於位處海拔500米，夏季氣溫長期徘徊在攝氏21度左右。

## 友好城市
- 阿根廷圣菲
- 法國尼斯
- 塞内加尔里夏爾托勒
- 德国菲尔斯滕贝格[1]